# Buk na křižovatce pod Hubertovem
Buk na křižovatce pod Hubertovem (buk lesní) je památný strom rostoucí v lázních Karlova Studánka, u křižovatky silnice II/450 a silnice II/445, která zde odbočuje do Karlovy Studánky a pokračuje dále do Ludvíkova a Vrbna pod Pradědem. Jen několik metrů od buku roste dvojice dalších památných stromů, lípy u Hubertusu. Ale zatímco lípy jsou součástí aleje podél silnice II/445, buk se nachází na parcele 53/1 těsně u křižovatky a před odbočkou do lázní.
Strom roste v nadmořské výšce přes 800 metrů, ve výšce asi 2,5 metru se postupně rozděluje na dva hlavní kmeny (viz též obrázek v infoboxu). Celkový zdravotní stav stromu se udává jako dobrý, jen jižní část má určité poškození (ošetřená dutina). Informační tabule u stromu udává odhadované stáří 280–330 let, to je ale považována za přehnané a v odborné literatuře se předpokládá výrazně nižší věk, asi 150 let v roce 2009.

## Základní údaje
- Druh: buk lesní (Fagus sylvatica L.)
- Chráněným stromem byl vyhlášen 16. září 2000.[2] Revize vyhlašovací dokumentace proběhla 10. července 2024.[3]
- Obvod kmene: 493 cm v době vyhlášení, [3] v roce 2024 již pravděpodobně přes 500 centimetrů, uváděn jako buk s největším obvodem v rámci celé CHKO Jeseníky.[1]
- Výška stromu: 27 metrů
- Odhadované stáří stromu: 280–330 let[4], jiné zdroje cca 150 let[1]
- Poloha: 50°4′28″ s. š., 17°18′ v. d.

## Další památné stromy vKarlově Studánce
Na území lázní Karlova Studánka se v roce 2024 nachází pět vyhlášených památných stromů (resp. šest, pokud stromy z dvojice společně vyhlášených „lip u Hubertusu“ počítáme zvlášť). Ve směru od místní části Hubertov na Ludvíkov (přibližně od západu k východu) první je právě zde popisovaný „buk na křižovatce pod Hubertovem“.
Druhá je dvojice lip u Hubertusu (výše, blíže ke křižovatce silnic II/450 a II/445 roste lípa velkolistá a níže, dále od křižovatky lípa srdčitá), které jsou součástí větší aleje lip (další lípy ale zatím jako památné stromy vyhlášeny nebyly). Třetí je Jedle v lázeňském parku, asi 90 metrů nad Pitným pavilónem (jedle bělokorá). Čtvrtý je buk u mateřské školy (v parku přes cestu u mateřské školky a nedaleko kostela: rovněž buk lesní) a pátý je buk dvoják u mostu (také buk lesní, o něco níže na opačné straně od silnice II/445).  

## Fotogalerie

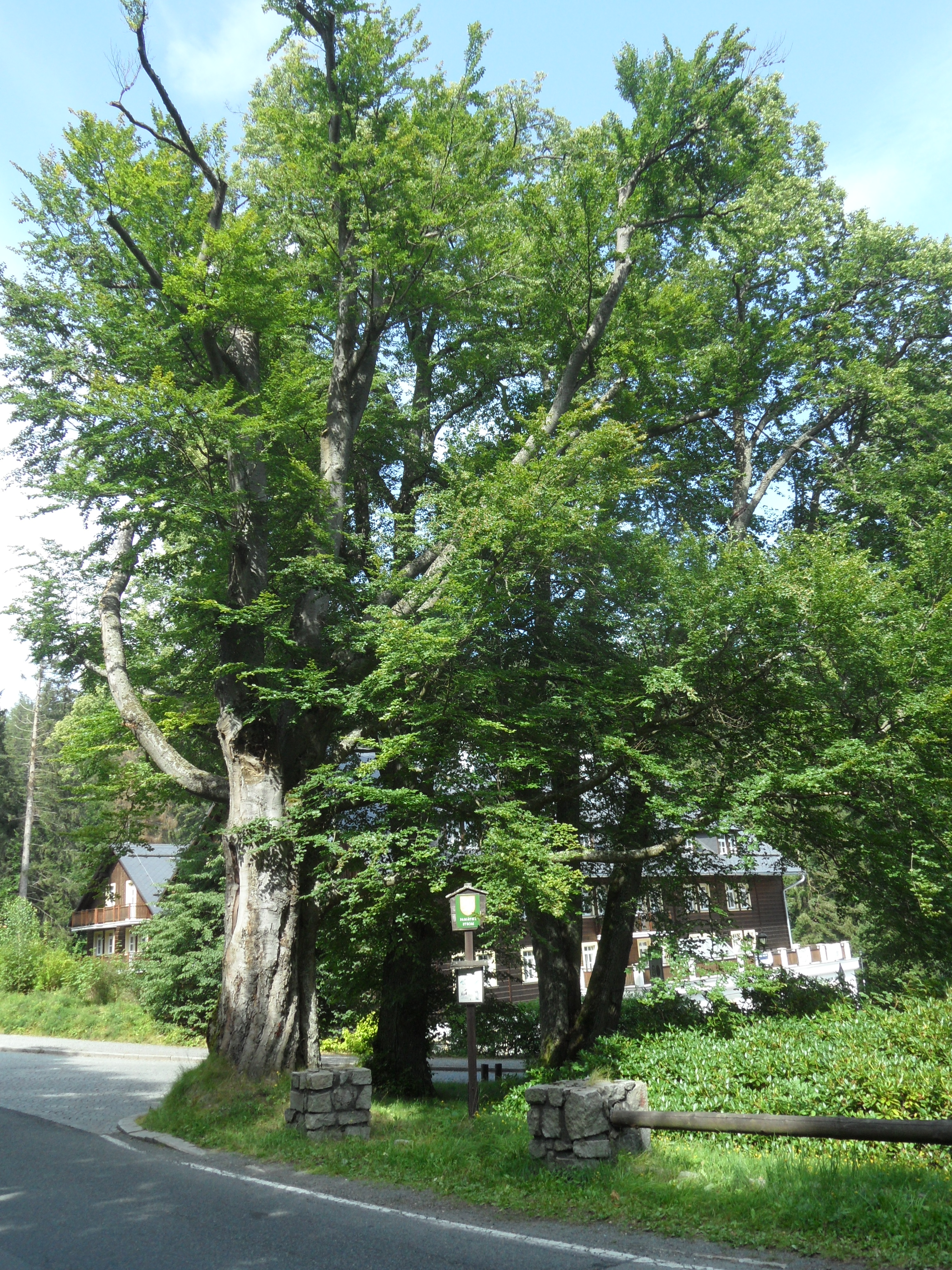
Celkový pohled od rozcestí Hvězda
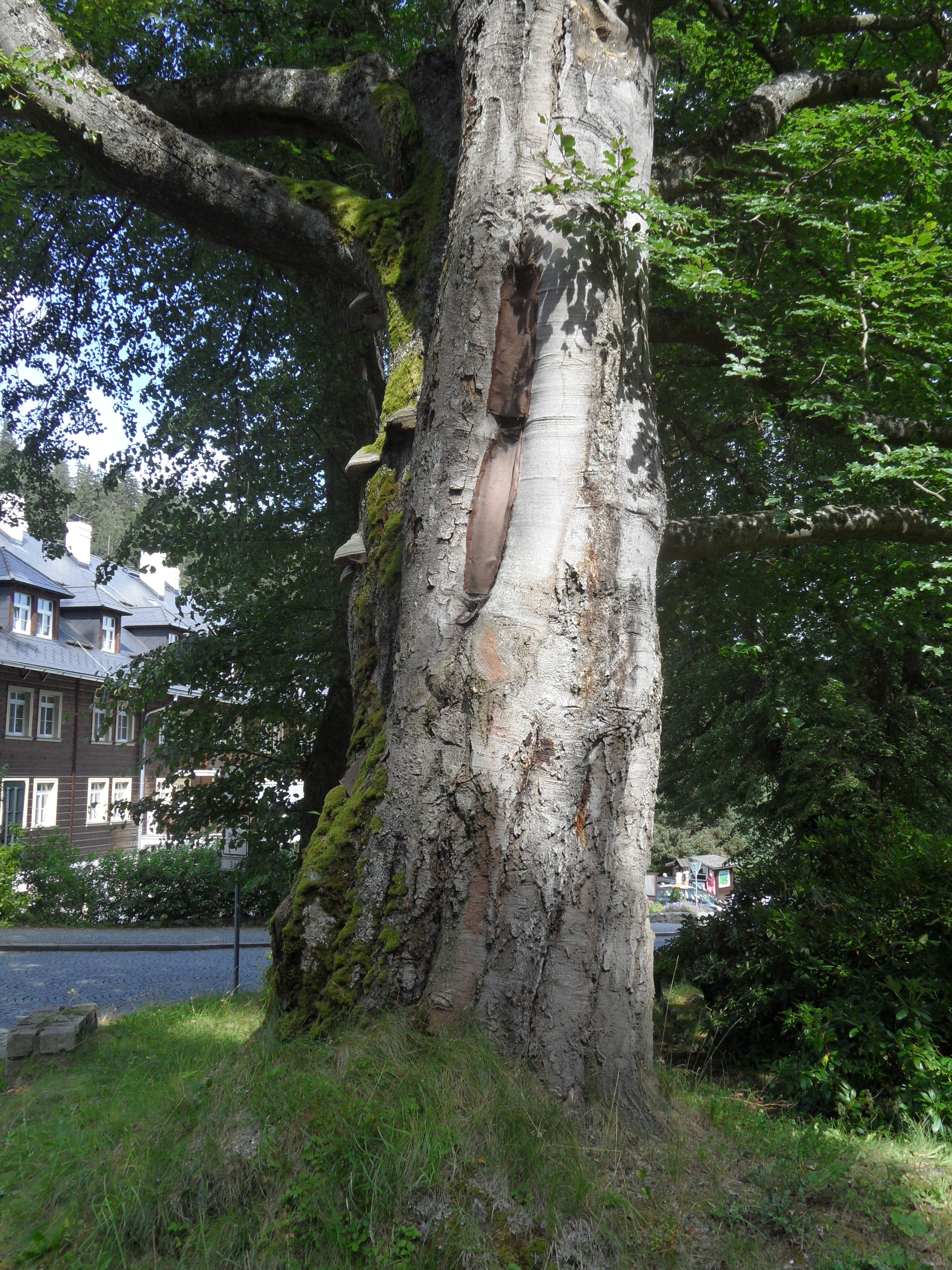
Detail kmene
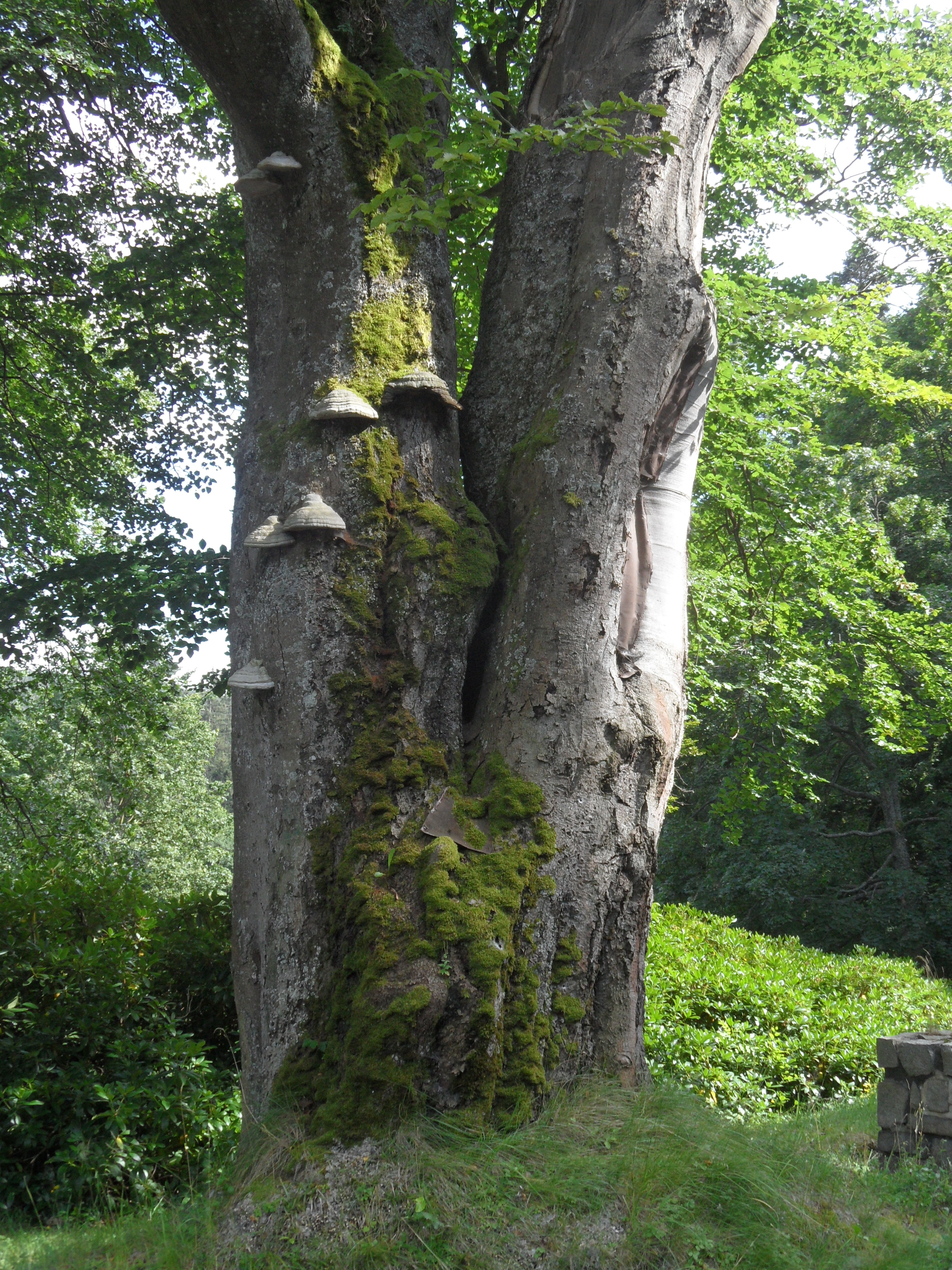
Detail kmene a jeho rozdvojení